# Chagnon
Chagnon là một xã trong tỉnh Loire miền trung nước Pháp.